# Khẩu hiệu
Khẩu hiệu là một lời văn ngắn gọn diễn tả cô đọng về một vấn đề nào đó mà một tổ chức hay một công ty muốn thông báo đến cho mọi người hay đơn giản là lấy lại tinh thần hay phát động một phong trào nội bộ.
Trong lĩnh vực chính trị, khẩu hiệu thường được sử dụng như một công cụ tuyên truyền hiệu quả, có sức thu hút cao.
Trong lĩnh vực quảng bá thương hiệu khẩu hiệu thường là những câu gợi nhớ tới lợi ích sản phẩm.